# Světluška menší
Světluška menší (Lamprohiza splendidula), též svítilka třpytivá je druh brouka z čeledi světluškovitých. Je nejhojněji zastoupeným druhem v této čeledi v Česku. Stejně jako světluška větší bývá lidově nazývána svatojánská muška.

## Popis
Samečci bývají 8–10 mm dlouzí, samičky bývají dlouhé 10 mm. Na hrudi, která vyčnívá i přes hlavu, jsou dvě velká transparentní pole, přes které vidí tmavé složené oči. Samečci světlušky menší se podobají samečkům světlušky větší, kteří však průhledná pole na hrudi nemají. Samečky a samičky světlušky menší lze od sebe snadno rozeznat – samičky mají jen extrémně krátký pahýl křídel, takže se segmentace zadečku podobá larvám. Tělo samiček je krémově zbarvené a průsvitné, takže vnitřní orgány prosvítají. Díky tomu přes tělo pronikne světlo ze světelných orgánů, které jsou umístěné na spodní straně těla, a samička tak může za tmy přilákat samečky, i když nelétá a leze po zemi. Samečci mají plně vyvinutá a letu schopná křídla. Jejich tělo je zploštělé, hruď a krovky jsou šedočerné, odstávají od těla a tak během dne zakrývají nohy. Na rozdíl od samiček mají samečci pouze dva světelné orgány na břišní straně zadečku. Světelné orgány mají nápadně krémovou barvu. Kromě dospělců mají světelné orgány i larvy, kukly a vajíčka.

## Rozšíření
Světluška menší se vyskytuje ve většině Evropy. Severní hranice jejího výskytu je Šlesvicko-Holštýnsko. Lze ji najít na loukách, v zahradách a parcích. Během rojů za teplých nocí v červnu a červenci ji bylo možné spatřit v krajině ještě hojně. V Sasku se během veřejného sčítání s názvem Kde tancují světlušky? mezi roky 2007 a 2009 během jednoho večera v jednom lužním lese napočítalo několik tisíc samečků. Právě lužní lesy jsou pro světlušky optimální prostředí; v menším množství se vyskytují i ve vlhkých listnatých lesích.

## Život
Světluška menší má dvou- až tříletý životní cyklus. Larvy se vyklubou asi 35 dní po nakladení vajíček. Po 34 měsících se potom zakuklí a po 7 dnech klidové fáze se líhnou brouci. Dospělí samečci žijí 5–7 dní, dospělé samičky pak 7–10 dní. Dospělci se objevují od poloviny května až do konce července, nejvíce jich je v poslední třetině června, kam spadá i svatojánská noc. Tak vznikl lidový název svatojánské mušky. Samečci začínají létat a svítit se soumrakem. Jejich světelné orgány uložené na přední břišní straně těla (ventrálně) svítí dolů k zemi, což stimuluje samičky, aby také svítily. Pokud si sameček povšimne na louce samičky, sletí k ní kolmo dolů. Páření a snášení vajíček probíhá na zemi. Oba dospělci umírají jen několik dní po páření a snůšce vajíček. Larvy se živí malými plži, které najdou podle slizu. Dospělci nepřijímají potravu, pouze vodu, žijí z tukových zásob, které si vytvořili během tříletého larválního stádia.

## Galerie obrázků

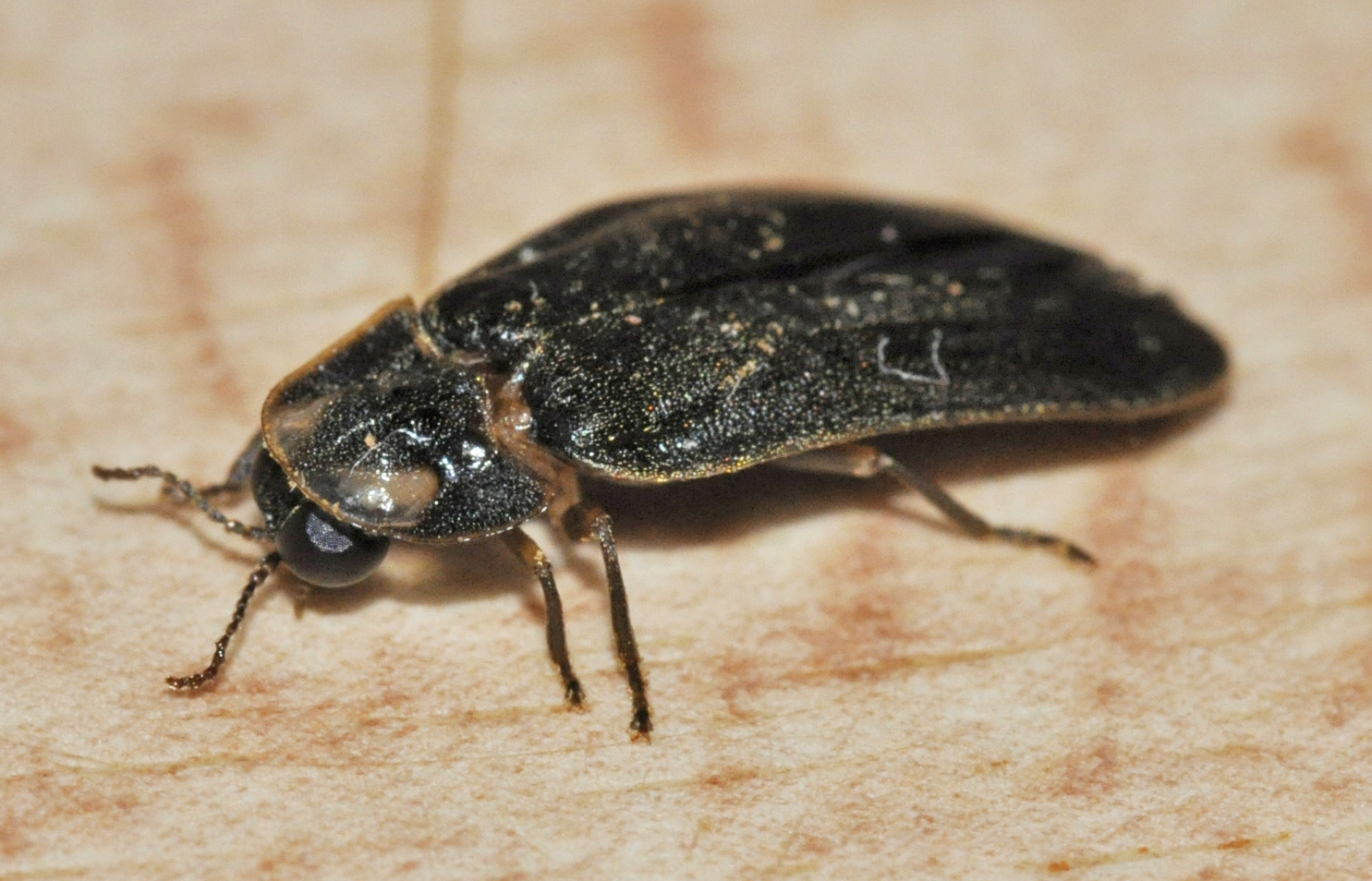
Sameček
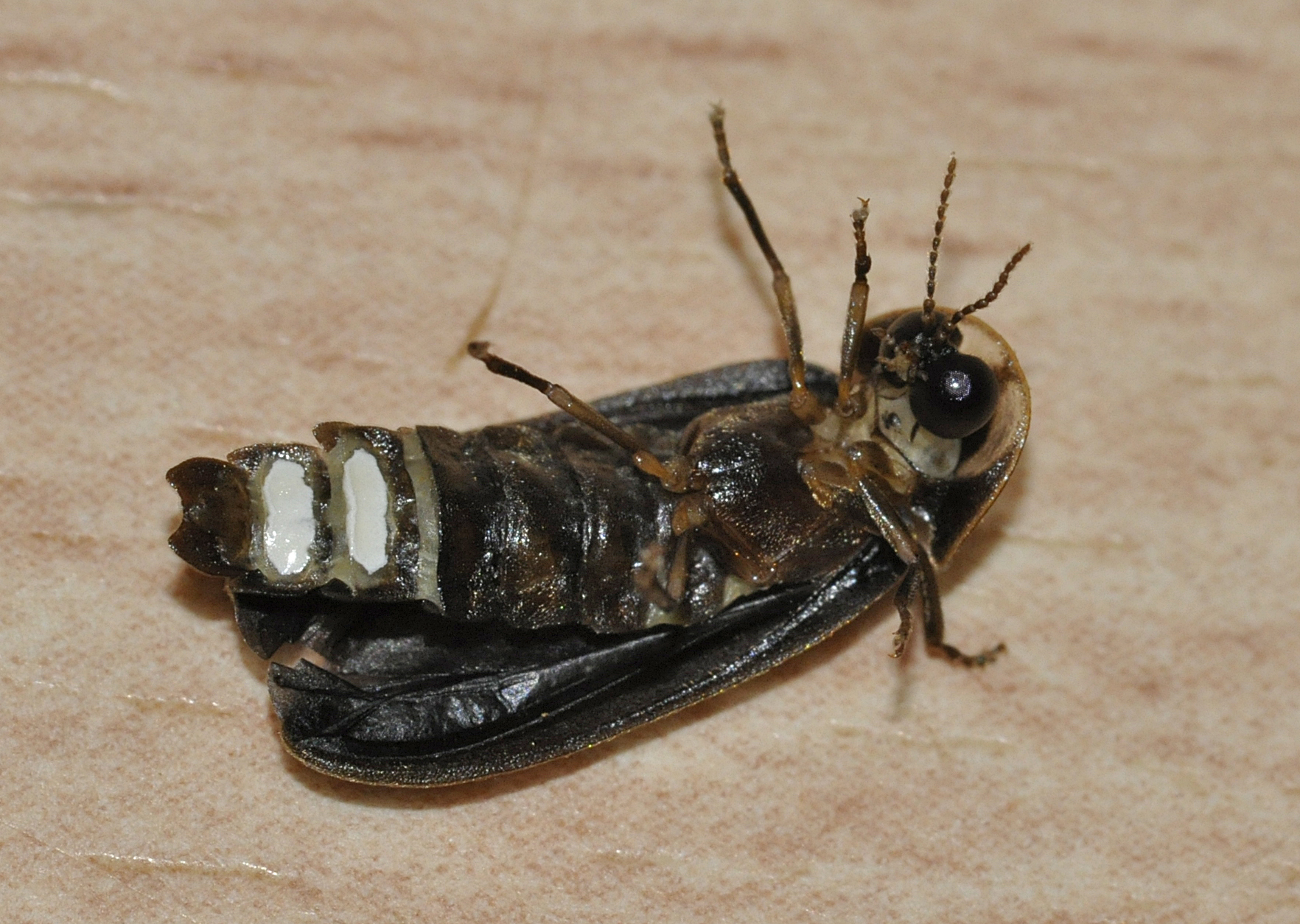
Sameček zespodu
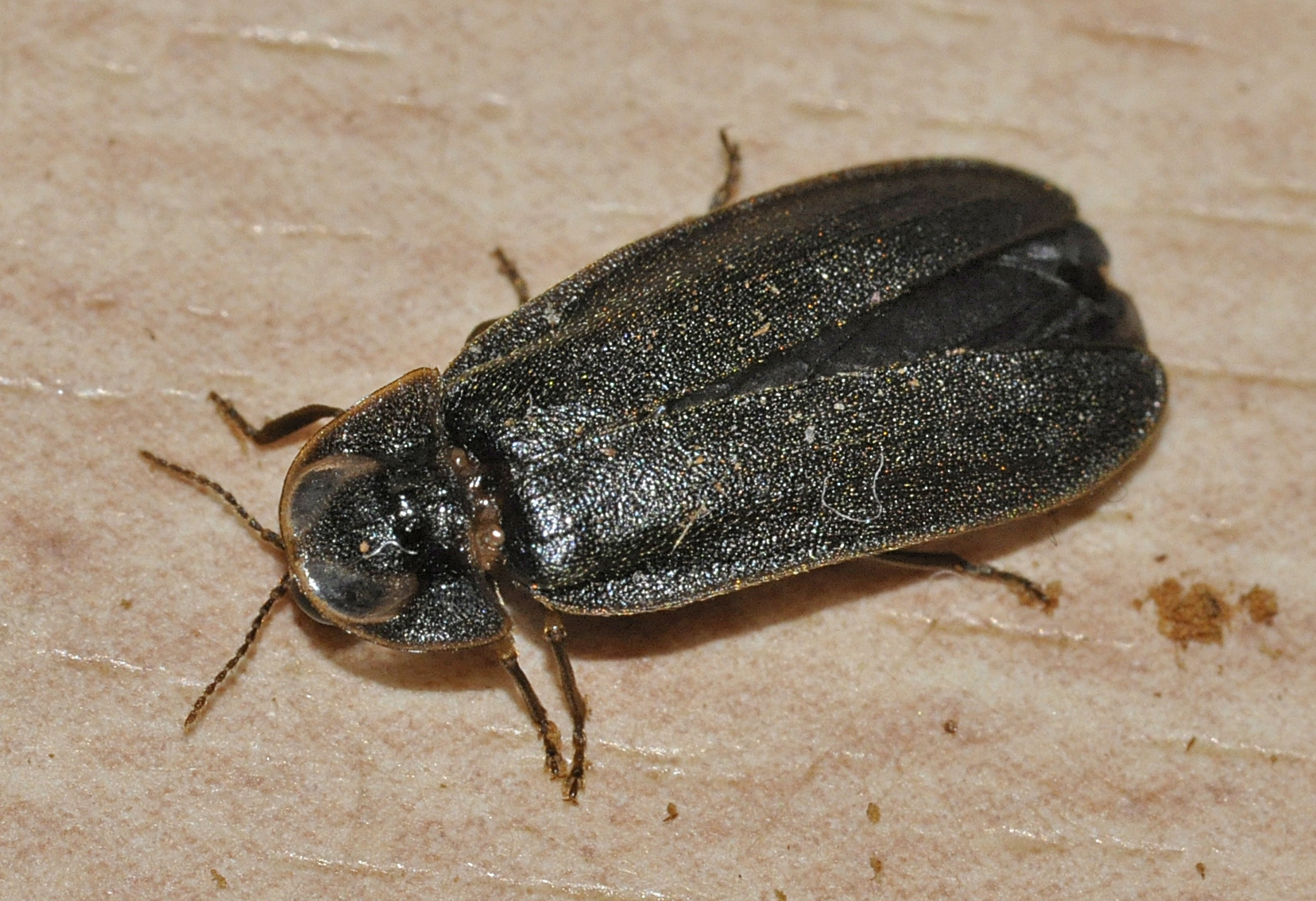
Sameček shora
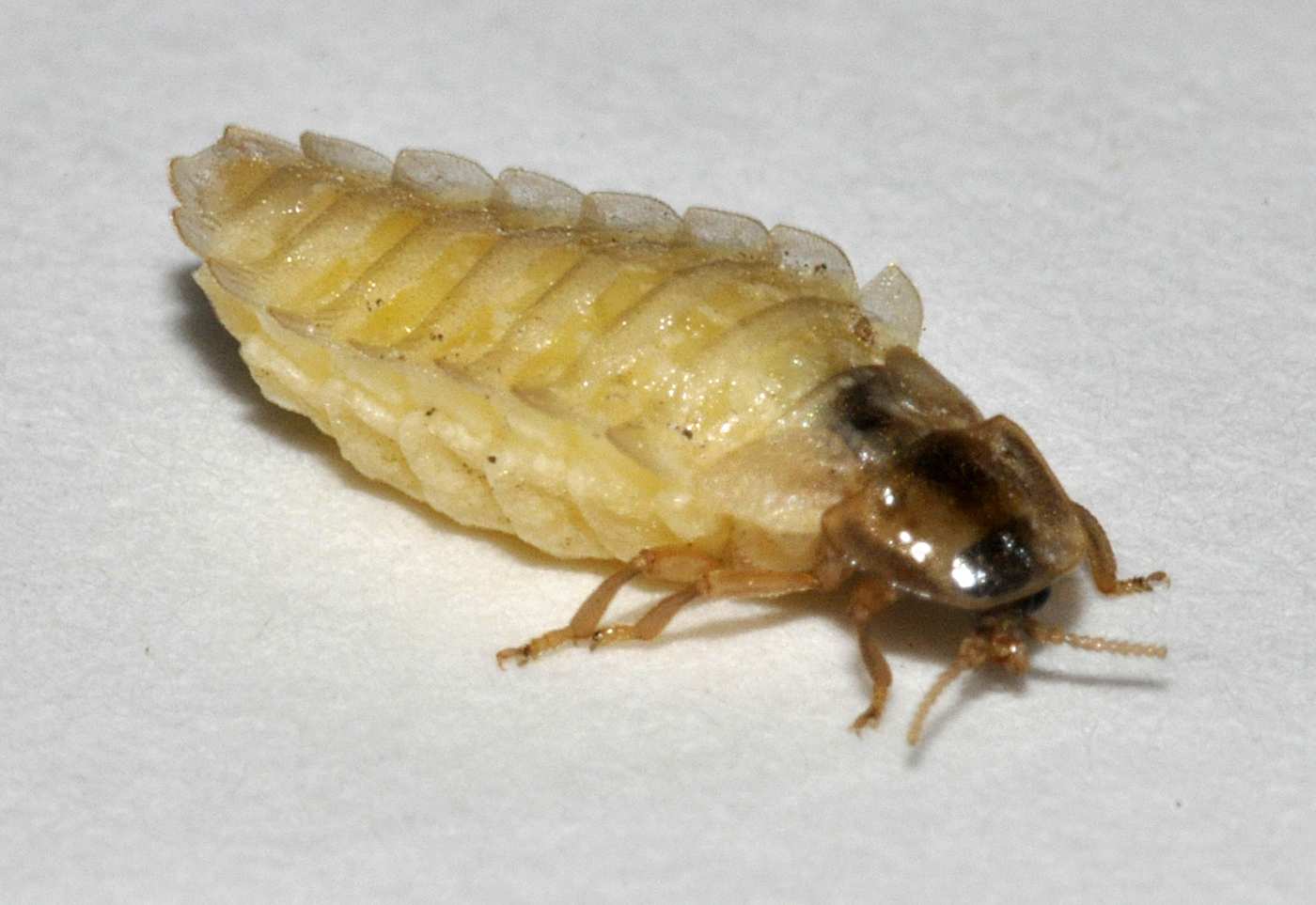
Samička
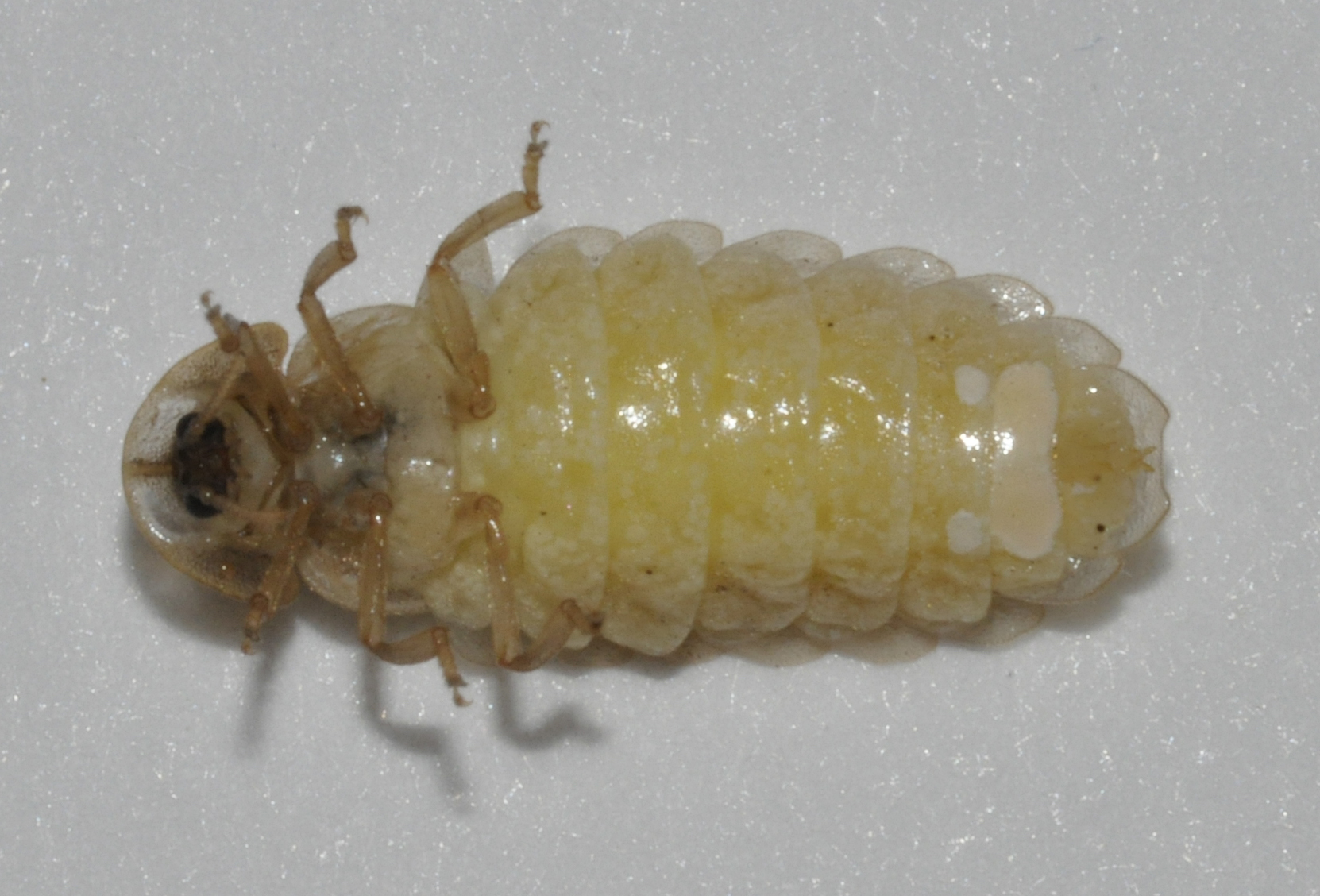
Samička zespodu
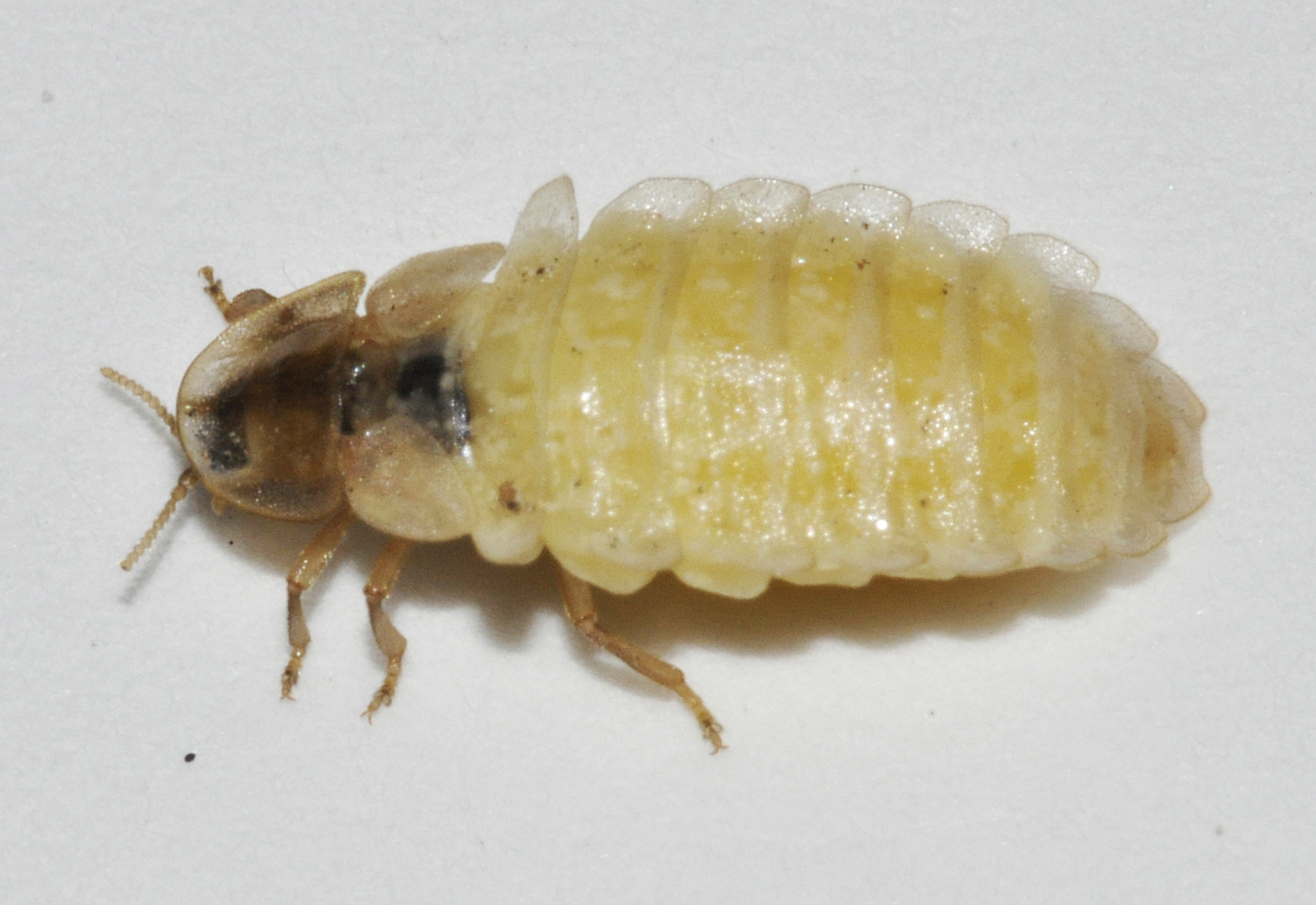
Samička shora
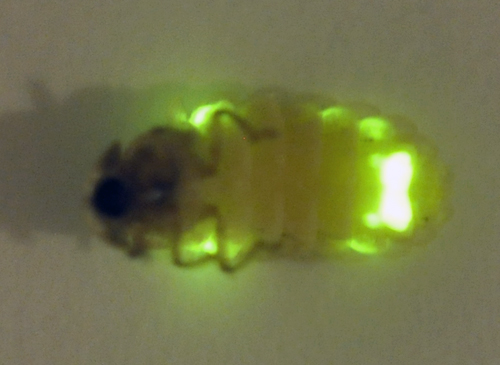
Samička zespodu, foceno bez blesku
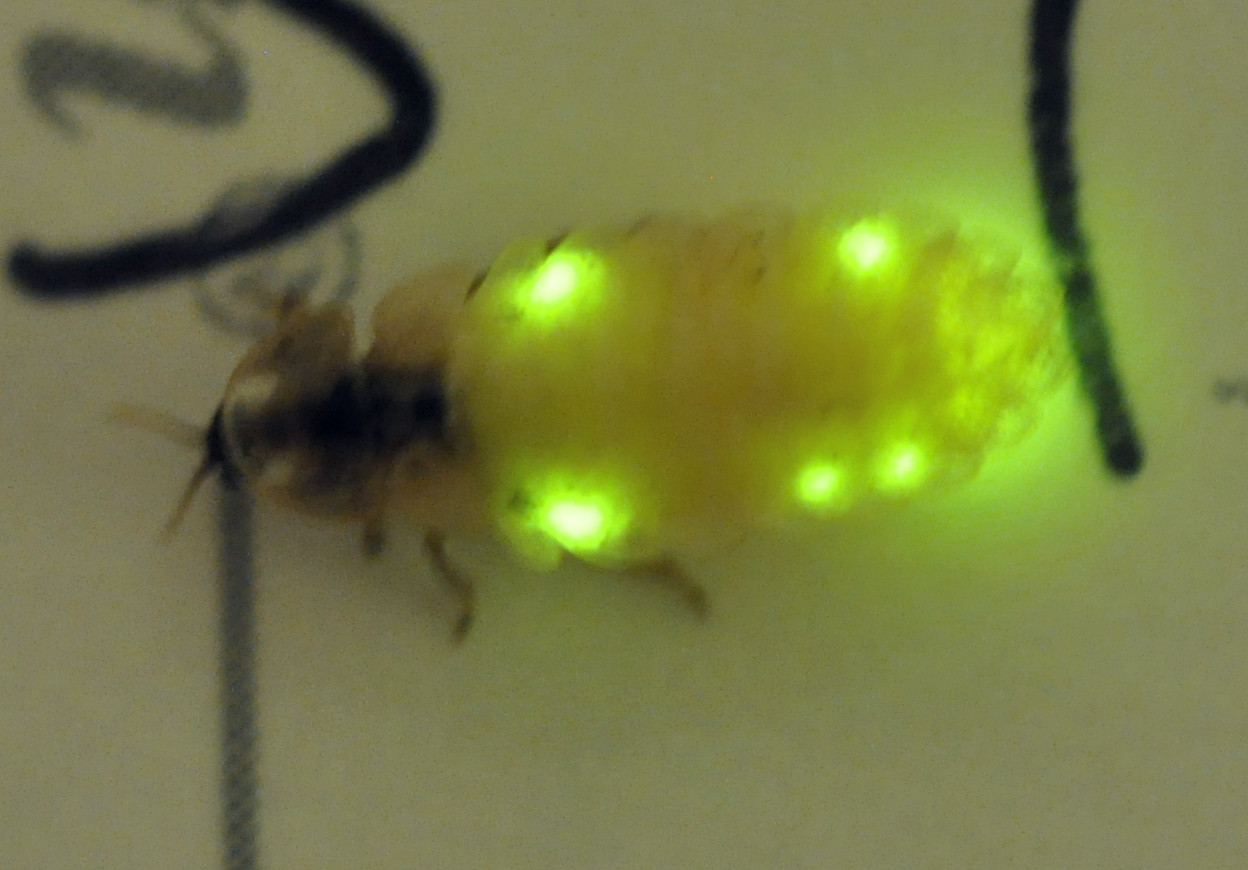
Samička shora, foceno bez blesku
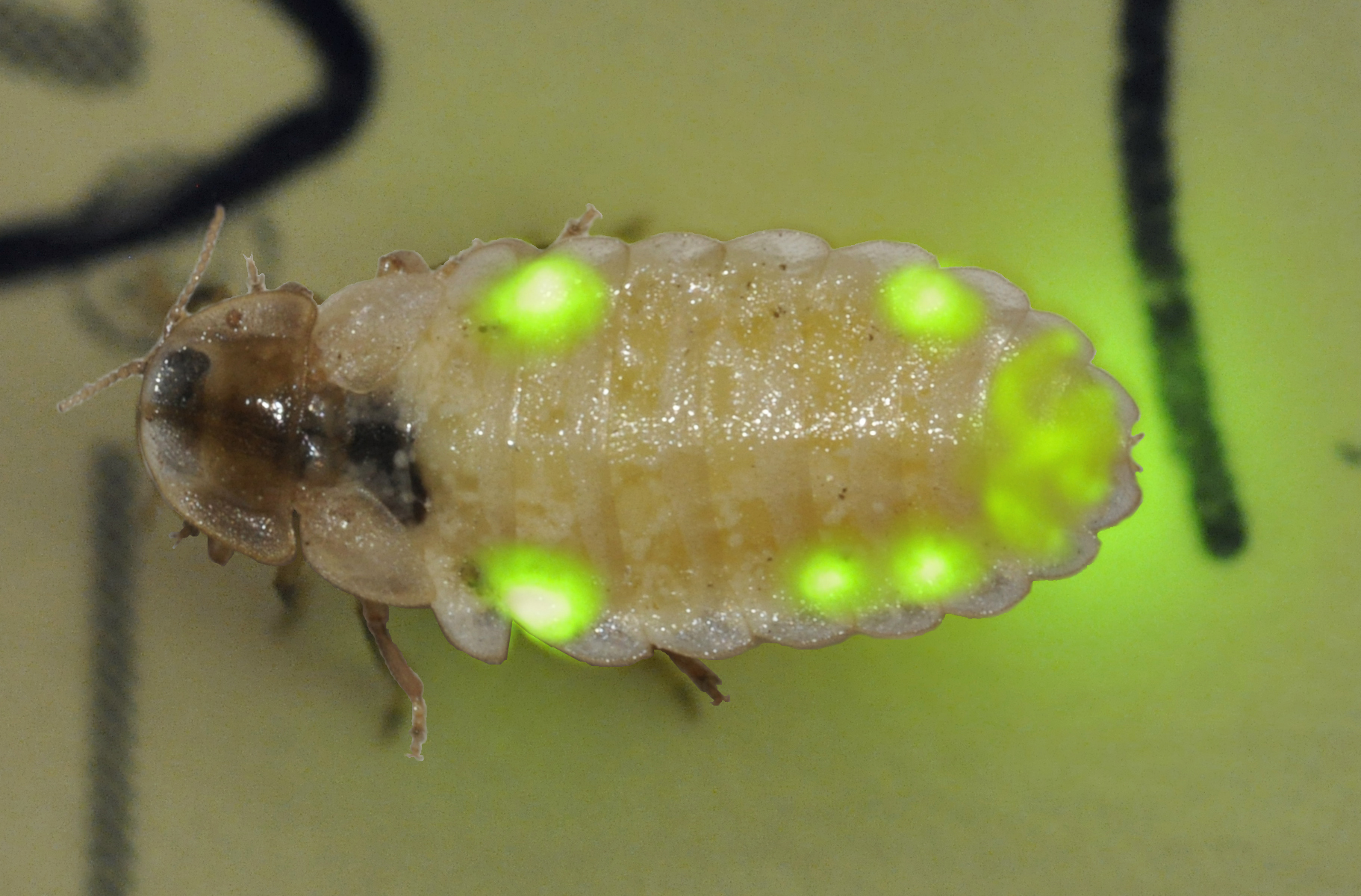
Samička shora, fotomontáž